# عبد الله فرحات
عبد الله فرحات هو سياسي تونسي ،ولد يوم 28 أغسطس 1914 وتوفي في عام 1985. أصيل مدينة الوردانين من ولاية المنستير التونسية شارك مع المجلس القومي التأسيسي في صيغة الدستور التونسي لسنة 1957.

## المناصب السياسية
تقلد عبد الله فرحات العديد من الحقائب الوزارية في عهد الرئيس السابق الحبيب بورقيبة و من أهمها :
- وزير الدفاع 31 مايو 1976 - 12 سبتمبر 1979 في حكومة الهادي نويرة.
- وزير الداخلية 23 ديسمبر 1977 - 26 ديسمبر 1977 في حكومة الهادي نويرة.
- وزير النقل 25 سبتمبر 1974 - 31 مايو 1976 في حكومة الهادي نويرة.
- وزير التجهيز 14 يناير 1974 - 25 سبتمبر 1974 في حكومة الهادي نويرة.
- وزير الدفاع 9 أغسطس 1972 - 14 يناير 1974 في حكومة الهادي نويرة.
- وزير الفلاحة 8 سبتمبر 1969 - 29 أكتوبر 1971 في حكومة الباهي الأدغم.
- وزير النقل و الاتصالات 12 نوفمبر 1964 - 8 سبتمبر 1969 في حكومة الحبيب بورقيبة الثانية.
- وزير البريد التونسي[بحاجة لمصدر] 20 سبتمبر 1957 - 1 أكتوبر 1957 في حكومة الحبيب بورقيبة الثانية.